# Boy Hayje
Boy Hayje (n. 3 mai 1949, Amsterdam, Țările de Jos) a fost un pilot neerlandez de Formula 1 care a evoluat în Campionatul Mondial între anii 1976 și 1977.